# Lijst van Belgische adelsverheffingen 1922
Personen die in 1922 in de Belgische adel werden opgenomen of een adellijke titel verwierven.

## Graaf
- Jonkheer Henri Carton de Wiart, minister van staat, eerste minister, de titel van graaf, overdraagbaar bij eerstgeboorte.

## Baron
- Auguste de Becker Remy, senator, erfelijke adel en de titel baron, overdraagbaar bij eerstgeboorte.
- Emile Braun, volksvertegenwoordiger, erfelijke adel en titel baron.
- Ridder Edmond Carton de Wiart (1876-1959), grootmaarschalk van het Hof, de titel baron, overdraagbaar bij eerstgeboorte.
- Jonkheer Amand Casier de ter Beken, senator, de titel baron, overdraagbaar bij eerstgeboorte.
- Franz Courtens, kunstenaar, erfelijke adel en de titel baron overdraagbaar bij eerstgeboorte.
- Guillaume van Eyll (1876-1936), erfelijke adel en de titel baron, overdraagbaar bij eerstgeboorte.
- Victor van Eyll (1878-1952), erfelijke adel en de titel baron, overdraagbaar bij eerstgeboorte.
- Jonkheer Leon Janssens de Bisthoven, gouverneur, de titel baron, overdraagbaar bij eerstgeboorte.
- Jonkheer Henri de Kerchove d'Exaerde, senator, de titel baron, overdraagbaar bij eerstgeboorte.
- Jonkheer Robert de Kerchove d'Exaerde Borluut, volksvertegenwoordiger, de titel baron, overdraagbaar bij eerstgeboorte.
- Charles Lemonnier, volksvertegenwoordiger, erfelijke adel en de titel baron, overdraagbaar bij eerstgeboorte.
- Jonkheer Philippe de Posson (1856-1927), de titel baron, overdraagbaar bij eerstgeboorte.
- Jonkheer Charles de Rossius d'Humain (1863-1946), de titel baron, overdraagbaar bij eerstgeboorte.
- Louis de Sadeleer, minister van staat, erfelijke adel en de titel baron, overdraagbaar bij eerstgeboorte.
- Louis Steens (1849-1933), eerste schepen van Brussel, erfelijke adel en de titel baron, overdraagbaar bij eerstgeboorte.
- Emile Tibbaut, volksvertegenwoordiger, erfelijke adel en de titel baron, overdraagbaar bij eerstgeboorte.
- Jonkheer Joseph van Zuylen, senator, de titel baron, overdraagbaar bij eerstgeboorte.
- Jonkheer Pierre van Zuylen, ambassadeur, de titel baron, overdraagbaar bij eerstgeboorte.

## Ridder
- Jonkheer Pierre-Hubert David, volksvertegenwoordiger, titel van ridder, overdraagbaar bij eerstgeboorte.
- Jonkheer Karel Dessain, senator, burgemeester van Mechelen, de titel van ridder, overdraagbaar bij eerstgeboorte.

## Jonkheer
- Henri van Innis (1872-1949), erfelijke adel.
- Fernand van Innis (1874-1944), erfelijke adel.
- Maurice van Innis (1878-1963), erfelijke adel.
- Joseph Linard de Guertechin (1876-1954), erfelijke adel.
- Ferdinand Linard de Guertechin (1895-1976), erfelijke adel.
- Robert de Savoye (1867-1945), generaal-majoor, erfelijke adel.
- Jean de Wasseige (1869-1960), burgemeester van Dave, erfelijke adel.
- Maximilien de Wasseige (1870-1936), burgemeester van Wépion, bestendig afgevaardigde provincie Namen, erfelijke adel.
- André de Wasseige (1897-1972), erfelijke adel.
- Etienne de Wasseige (1899-1966), erfelijke adel.
- Simon de Wasseige (1900-1990), erfelijke adel.
- Ferdinand de Wasseige (1873-1959), burgemeester van Wépion, erfelijke adel.
- Robert de Wasseige (1877-1950), erfelijke adel.
- Armand de Wasseige (1884 - Bergen-Belsen 1945), burgemeester van Wépion, erfelijke adel.
- Léopold de Wasseige (1886-1963), advocaat, erfelijke adel.
- Paul de Wasseige (1890-1960), priester, erfelijke adel.
- Alfred de Wasseige (1891-1967), erfelijke adel.
- Robert-Paul de Wilde (1852-1932), inspecteur-generaal Waters en Bossen, attaché Civiele Lijst koning Leopold II, nakomelingen met de naam de Wilde d'Estmael, erfelijke adel.